# برينت غريفيثز
برينت غريفيثز (بالإنجليزية: Brent Griffiths)‏ (25 يناير 1990 بستوك أون ترينت في المملكة المتحدة - ) هو لاعب كرة قدم أسترالي في مركز الدفاع. لعب مع هايدلبرغ يونايتد ‏ وStirling Macedonia FC ‏ ونادي بينانق.

## وصلات خارجية
- برينت غريفيثز على موقع قاعدة بيانات كرة القدم.إي يو (الإنجليزية)